# テリー・エンウェオンウ
テリー・エンウェオンウ（Terry Enweonwu、2000年5月12日 - ）は、イタリアの女子バレーボール選手。ポジションはアウトサイドヒッター。イタリア代表。

## 来歴
パドバ出身。バレーボール選手で同じくイタリア代表でもプレーするパオラ・エゴヌのいとこである。

### クラブチーム
2015年、イタリアセリエCのEnergy Parmaへ入団し、バレーボール選手としてのキャリアをスタートさせる。2016/17シーズンから3年間Club Italiaでプレーした。2019/20シーズンはイモコ・コネリアーノでプレーし、イタリアカップと世界クラブ選手権で優勝を果たした。2020/21シーズンからははイル・ビゾンテ・フィレンツェでプレーした。2023/24シーズンからはクーネオ・グランダ・バレーへ移籍した。2024年6月、ポーランドのPGE・グロット・ブドフラニ・ウッチへの移籍が発表された。

### 代表チーム
アンダーカテゴリーの代表として2017年にU-18欧州選手権で銀メダルを獲得し、自身もMVPとベストオポジット賞を受賞した。同年にアルゼンチンで開催されたU-18世界選手権では金メダル獲得に貢献し、大会のベストオポジット賞を受賞した。2019年、メキシコで開催されたU-20世界選手権では銀メダルを獲得し、大会のベストオポジット賞を受賞した。同年にはシニアのイタリア代表に初選出され、欧州選手権で銅メダルを獲得した。2022年、ネーションズリーグに出場した。

## 球歴
- ネーションズリーグ - 2022年
- 欧州選手権 - 2019年

## 受賞歴
- 2017年 U-18欧州選手権　MVP、ベストオポジット賞
- 2017年 U-18世界選手権 ベストオポジット賞
- 2019年 U-20世界選手権　ベストオポジット賞

## 所属クラブ
- Energy Parma（2015-2016年）
- Club Italia（2016-2019年）
- イモコ・コネリアーノ（2019-2020年）
- イル・ビゾンテ・フィレンツェ（2020-2023年）
- クーネオ・グランダ・バレー（2023-2024年）
- PGE・グロット・ブドフラニ・ウッチ（2024年-）